# Эрик (герцог Фриуля)
Э́рик (Унро́х I; лат. Heirichus, нем. Hunroch I; погиб в 799) — герцог Фриуля (787—799) и Истрии (789—799), один из наиболее выдающихся военачальников короля франков Карла Великого.

## Биография

### Происхождение
О происхождении Эрика известно очень немного. Патриарх Аквилеи Павлин II в своём поэтическом сочинении, написанном на смерть герцога, сообщал, что Эрик был выходцем из знатной франкской семьи, имевшей владения в Страсбурге и его окрестностях. Предположение о родственных связях правителя Фриуля с родом Герольдингов, согласно которому отцом Эрика мог быть Герольд I, не подтверждено современными Эрику историческими источниками.

### Получение Фриульского герцогства
Патриарх Павлин писал, что до того как получить Фриульское герцогство, Эрик управлял Астийским графством. Предполагается, что в 787 году после смерти герцога Маркария он был поставлен королём Карлом Великим управлять Фриулем. Правитель Франкского государства не только сохранил за Эриком власть над Асти, но и присоединил к Фриульскому герцогству новые земли, включавшие Аквилею, Кормонс, Ченеду, Пулу и Сирмий. Таким образом, ко времени правления Эрика относится начало формирования Фриульской марки, предназначенной для защиты земель Италии от угрозы со стороны аваров и славян.

### Участие во франкско-аварской войне
Вероятно, Эрик уже получил герцогский титул, когда в 788 году авары, союзники низложенного герцога Баварии Тассилона III, напали на Восточную марку и Фриульское герцогство, но, потерпев в обоих местах поражения, были вынуждены отступить.
Некоторые историки предполагают, что Эрик мог быть тем неназванным по имени герцогом Истрии, которого в 791 году Карл Великий в письме к жене Фастраде назвал одним из своих лучших военачальников, особо отличившимся в походе против аваров. Основываясь на приводимом патриархом Павлином II списке городов, находившихся под властью Эрика, они придерживаются мнения, что после захвата в 789 году принадлежавшей Византии Истрии, образованное на этих землях Истрийское герцогство было передано королём франков под управление герцога Фриуля. Однако, существует также мнение, что герцогом Истрии был назначен Иоанн, единственный из вассалов Карла Великого, упоминаемый в современных ему документах с таким титулом.
В 796 году по приказу Эрика Войномир, князь Карантании на службе у франков, совершил поход против аваров. Вторгнувшись с войском славян и фриульцев в Паннонию, он, почти не встречая сопротивления, достиг столицы Аварского каганата, Ринга, и разграбил её, захватив огромную добычу. Точно неизвестно, участвовал ли лично герцог Фриуля в этом походе, но именно он доставил завоёванные трофеи ко двору Карла Великого в Ахене, согласно свидетельству Алкуина, которого Эрик посетил во время своего пребывания здесь. Эта победа над аварами, восторженно встреченная современниками событий и нашедшая отражение почти во всех франкских анналах, стала одним из основных эпизодов Франкско-аварской войны. Позднее в этом же году успешный поход в Паннонию совершил и король Италии Пипин Младший. Часть захваченных в результате обоих походов ценностей Карл Великий разделил между своими приближёнными, а часть переслал в качестве подарков другим правителям, включая короля Мерсии Оффу и папу римского Льва III.
В 797 году герцог Эрик совершил ещё один поход в Паннонию, который, возможно, был вызван междоусобной войной, начавшейся у аваров. Франкское войско достигло реки Дравы, нанеся аварам сокрушительное поражение в бою. В результате похода к Франкскому государству были присоединены некоторые земли, населённые славянами.

### Гибель
В 799 году Эрик совершил новый поход на Драву. Точно неизвестно, кто были его противники — авары, славяне или византийцы. Предполагается, что это могли быть соединённые силы этих народов, заключивших между собой антифранкский союз. Войско Эрика осадило крепость Тарсика (современный Трсат), принадлежавшую князю Приморской Хорватии Вишеславу. Однако во время ведения осадных работ отряд, в котором находился правитель Фриуля, попал в устроенную славянами засаду и был полностью уничтожен. Среди погибших франков был и герцог Эрик.
Его смерть, также как и гибель в это же время другой видной персоны каролингской эпохи, маркграфа Восточной марки Герольда I, была воспринята в высшем обществе Франкского государства как серьёзная утрата. О гибели этих военачальников сообщают почти все современные событиям франкские анналы, а также Эйнхард. Алкуин писал об Эрике и Герольде как о «сильных мужах, которые охраняли и расширяли границы христианской империи». Друг Эрика, патриарх Павлин II Аквилейский, ранее посвятивший ему свою «Книгу наставлений», написал стихотворный панегирик на смерть герцога Фриуля, ставший одним из основных источников информации об этом историческом деятеле.
Из-за отсутствия достаточного числа источников преемственность правителей в северо-восточных областях Итальянского королевства в первое десятилетие IX века остаётся точно не установленной. Предполагается, что владения Эрика после его гибели были разделены: Фриульское герцогство, по одним данным, получил Айо, по другим — Кадолаг, а Истрийское герцогство Карл Великий передал Иоанну.

## Комментарии
1. ↑  Возможно, Эрик тождественен одноимённому графу Асти, упоминавшемуся в 777 году. В панегирике Эрику астийцы упоминались среди жителей тех городов, которые особенно скорбели о гибели этой персоны[5].